# Martinho de Porres Ward
Martinho Maria de Porres Ward, OFMConv (Charlestown, 20 de março de 1918 – Rio de Janeiro, 22 de junho de 1999), nascido Mathias De Witt Ward, foi um frade franciscano estadunidense enviado em missão ao Brasil. Está em processo de beatificação, sendo considerado servo de Deus pela Igreja Católica.

## Biografia
Mathias De Witt Ward nasceu no dia 20 de março de 1918, em Charleston, Massachusetts, nos Estados Unidos. Proveniente de uma família de metodistas, conheceu a Igreja Católica por intermédio de um amigo e converteu-se aos 18 anos. Recebeu a primeira comunhão aos 19 anos e, já na idade de 24, abraçou a vocação religiosa na Ordem dos Frades Menores Conventuais. Ele foi o primeiro afro-americano a ingressar na ordem.
Foi ordenado sacerdote em 4 de junho de 1955, em Nova York. Nesse mesmo ano, foi enviado em missão ao Brasil, primeiro ao Rio de Janeiro e depois a Andrelândia, Minas Gerais. Ali, lecionou línguas clássicas e música no Colégio São Boaventura, dirigido pelos Frades Menores.
Era reconhecido por sua didática diferenciada, sua atenção com os alunos, sem deixar de ser exigente. Esforçou-se para aprender o português, superando o desafio com simpatia e bom humor. Conta-se que costumava tratar as pessoas de "amigo(a)", "compadre", "comadre", seguindo os costumes do interior mineiro e fazendo-se próximo a todos.
De temperamento alegre, humilde e caridoso, era comum oferecer algo às pessoas que encontrava: uma medalhinha, uma cruz ou um pedaço de pão. Também não deixava passar as intenções que os fiéis lhe confiavam, rezando fervorosamente por todas.
Em 1985, assumiu a posição de diretor espiritual do seminário de Andrelândia. Junto das outras atribuições, trabalhou muito pelas vocações. Possuiu apenas o necessário e sua vida era um modelo de vocação e santidade para os formandos.
Em 28 de março 1995, através da Lei Municipal nº 956/95, foi premiado com o título de Cidadão Andrelandense, como forma de retribuir seu carisma e disponibilidade no serviço do povo do município.
Em 20 de junho de 1999, aos 81 anos, enquanto celebrava uma missa, sentiu fortes dores no peito. Mesmo assim, participou até o final e só depois dirigiu-se à Santa Casa. Foi transferido para a cidade do Rio de Janeiro, mas não resistiu, vindo a falecer no dia 22 de junho. Seu túmulo, localizado no pequeno cemitério do Seminário São Francisco de Assis em Andrelândia, tornou-se um local de peregrinação, sendo relatados milagres atribuídos à sua intercessão.

## Beatificação
Em 2019, os Frades Conventuais iniciariam os trâmites para a causa de beatificação de Frei Martinho Ward, recebendo o nihil obstat em 24 de junho de 2020 do bispo da Diocese de São João del-Rei, Dom José Eudes Campos do Nascimento. Em 2022, deu-se início a fase romana do processo no Dicastério para as Causas dos Santos.